# وین اندروز (بازیکن فوتبال)
وین اندروز (انگلیسی: Wayne Andrews؛ زادهٔ ۲۵ نوامبر ۱۹۷۷) بازیکن فوتبال اهل بریتانیا است.
از باشگاه‌هایی که در آن بازی کرده‌است می‌توان به باشگاه فوتبال شفیلد ونزدی، باشگاه فوتبال کریستال پالاس، باشگاه فوتبال کمبریج یونایتد، باشگاه فوتبال لیدز یونایتد، باشگاه فوتبال بریستول سیتی، باشگاه فوتبال اولدهام اتلتیک، باشگاه فوتبال کولچستر یونایتد، باشگاه فوتبال پیتربورو یونایتد، باشگاه فوتبال لوتون تاون، باشگاه فوتبال بریستول راورز، باشگاه فوتبال کاونتری سیتی، باشگاه فوتبال سنت آلبنز سیتی، باشگاه فوتبال چشام یونایتد، باشگاه فوتبال واتفورد، و باشگاه فوتبال آلدرشات تاون اشاره کرد.